# BAN-BANテレビ
BAN-BANテレビ（バンバンテレビ）は、兵庫県加古川市に本社があるBAN-BANネットワークス株式会社（バンバンネットワークス）が運営するケーブルテレビ局である。コミュニティFM局「BAN-BANラジオ」も運営している。
2019年12月18日、加古川市に代わって阪神電気鉄道が筆頭株主となり、同社の子会社となった。阪急阪神東宝グループの一員であり、そのうちの阪急阪神ホールディングスのグループ会社にも属する。

## サービスエリア
- 兵庫県加古川市
- 兵庫県高砂市
- 兵庫県加古郡稲美町
- 兵庫県加古郡播磨町

## 主な放送チャンネル

### 地上波系列別再放送局
| NHK-G   | NHK-E   | NNN/NNS    | ANN            | JNN      | TXN        | FNN/FNS    | JAITS      |
| ------- | ------- | ---------- | -------------- | -------- | ---------- | ---------- | ---------- |
| NHK神戸 | NHK大阪 | 読売テレビ | 朝日放送テレビ | 毎日放送 | テレビ大阪 | 関西テレビ | サンテレビ |

### テレビ局
| リモコンID | チャンネル     | 放送局                                          | コース         | コース         | コース      | コース      | コース            | 備考                |
| リモコンID | チャンネル     | 放送局                                          | ハ イ パ ー HD | ス ー パ ー HD | ハ イ パ ー | ス ー パ ー | コ ミ ュ ニ テ ィ | 備考                |
| ---------- | -------------- | ----------------------------------------------- | -------------- | -------------- | ----------- | ----------- | ----------------- | ------------------- |
| 地上1      | T（D）011〜012 | NHK総合                                         | ○              | ○              | ○           | ○           | ○                 |                     |
| 地上2      | T（D）021〜023 | NHKEテレ                                        | ○              | ○              | ○           | ○           | ○                 |                     |
| 地上3      | T（D）031〜032 | サンテレビ                                      | ○              | ○              | ○           | ○           | ○                 |                     |
| 地上4      | T（D）041〜043 | 毎日放送                                        | ○              | ○              | ○           | ○           | ○                 |                     |
| 地上6      | T（D）061〜063 | 朝日放送                                        | ○              | ○              | ○           | ○           | ○                 |                     |
| 地上7      | T（D）071〜073 | テレビ大阪                                      | ○              | ○              | ○           | ○           | ○                 |                     |
| 地上8      | T（D）081〜083 | 関西テレビ                                      | ○              | ○              | ○           | ○           | ○                 |                     |
| 地上10     | T（D）101〜103 | よみうりテレビ                                  | ○              | ○              | ○           | ○           | ○                 |                     |
| 地上11     | T（D）111      | BAN-BANチャンネル11                             | ○              | ○              | ○           | ○           | ○                 |                     |
| 地上12     | T（D）121      | BAN-BAN LIVE12                                  | ○              | ○              | ○           | ○           | ○                 |                     |
| BS1        | B101           | NHK BS                                          | ○              | ○              | ○           | ○           | ○                 |                     |
| BS4        | B141〜143      | BS日テレ                                        | ○              | ○              | ○           | ○           | ○                 |                     |
| BS5        | B151〜153      | BS朝日                                          | ○              | ○              | ○           | ○           | ○                 |                     |
| BS6        | B161〜163      | BS-TBS                                          | ○              | ○              | ○           | ○           | ○                 |                     |
| BS7        | B171〜173      | BSテレ東                                        | ○              | ○              | ○           | ○           | ○                 |                     |
| BS8        | B181〜183      | BSフジ                                          | ○              | ○              | ○           | ○           | ○                 |                     |
| BS9-1      | B191           | WOWOWプライム                                   | ○              | ○              | ○           | ○           | ○                 | 別途有料            |
| BS9-2      | B192           | WOWOWライブ                                     | ○              | ○              | ○           | ○           | ○                 | 別途有料            |
| BS9-3      | B193           | WOWOWシネマ                                     | ○              | ○              | ○           | ○           | ○                 | 別途有料            |
| BS10-1     | B200           | BS10                                            | ○              | ○              | ○           | ○           | ○                 |                     |
| BS10-2     | B201           | BS10スターチャンネル                            | ○              | ○              | ○           | ○           | ○                 | 別途有料            |
| BS11       | B211           | BS11                                            | ○              | ○              | ○           | ○           | ○                 |                     |
| BS12       | B222           | BS12トゥエルビ                                  | ○              | ○              | ○           | ○           | ○                 |                     |
|            | C016           | 道路チャンネル                                  | ○              | ○              | ○           | ○           | ○                 | 音声はBAN-BANラジオ |
|            | C017           | 河川チャンネル                                  | ○              | ○              | ○           | ○           | ○                 |                     |
|            | C018           | BAN-BANプレミアム                               | ○              | ○              | ○           | ○           | ○                 |                     |
|            | C019           | ウェザーニューズ                                |                |                |             |             |                   |                     |
|            | C126           | アジアドラマチックTV★HD                         | ○              |                | ○           |             |                   |                     |
|            | C136           | テレ朝チャンネル1 ドラマ・バラエティ・アニメ HD | ○              |                | ○           |             |                   |                     |
|            | C137           | フジテレビONE                                   | ○              | ○              | ○           | ○           | ○                 | 別途有料            |
|            | C138           | フジテレビTWO                                   | ○              | ○              | ○           | ○           | ○                 | 別途有料            |
|            | C139           | フジテレビNEXT                                  | ○              | ○              | ○           | ○           | ○                 | 別途有料            |
|            | C144           | TBSチャンネル1 最新ドラマ・音楽・映画 HD        | ○              |                | ○           |             |                   | 別途有料            |
|            | C158           | J SPORTS3HD                                     | ○              | ○              |             |             |                   |                     |
|            | C210           | J SPORTS3                                       |                |                | ○           | ○           |                   |                     |
|            | C147           | スカイA HD                                      | ○              | ○              |             |             |                   |                     |
|            | C211           | スカイA                                         |                |                | ○           | ○           |                   |                     |
|            | C146           | GAORA SPORTS HD                                 | ○              | ○              |             |             |                   |                     |
|            | C212           | GAORA SPORTS                                    |                |                | ○           | ○           |                   |                     |
|            | C168           | J sports 1HD                                    | ○              | ○              |             |             |                   |                     |
|            | C213           | J sports 1                                      |                |                | ○           | ○           |                   |                     |
|            | C169           | J sports 2HD                                    | ○              | ○              |             |             |                   |                     |
|            | C214           | J sports 2                                      |                |                | ○           | ○           |                   |                     |
|            | C158           | J sports 3HD                                    | ○              | ○              |             |             |                   |                     |
|            | C210           | J sports 3                                      |                |                | ○           | ○           |                   |                     |
|            | C215           | J sports 4                                      | ○              | ○              | ○           | ○           | ○                 | 別途有料            |
|            | C166           | 日テレジータスHD                                | ○              | ○              |             |             |                   |                     |
|            | C218           | 日テレジータス                                  |                |                | ○           | ○           |                   |                     |
|            | C167           | ゴルフネットワークHD                            | ○              | ○              |             |             |                   |                     |
|            | C217           | ゴルフネットワーク                              |                |                | ○           | ○           |                   |                     |
|            | C122           | ムービープラスHD                                | ○              | ○              |             |             |                   |                     |
|            | C220           | ムービープラス                                  |                |                | ○           | ○           |                   |                     |
|            | C125           | 日本映画専門チャンネルHD                        | ○              | ○              |             |             |                   |                     |
|            | C221           | 日本映画専門チャンネル                          |                |                | ○           | ○           |                   |                     |
|            | C222           | 映画・チャンネルNECO                            | ○              | ○              | ○           | ○           | ○                 |                     |
|            | C223           | V☆パラダイス                                    | ○              | ○              | ○           | ○           | ○                 | 別途有料            |
|            | C224           | イマジカBS・映画                                | ○              |                | ○           |             |                   |                     |
|            | C225           | 東映チャンネル                                  | ○              | ○              | ○           | ○           | ○                 | 別途有料            |
|            | C127           | 衛星劇場HD                                      | ○              | ○              | ○           | ○           | ○                 | 別途有料            |
|            | C230           | ファミリー劇場                                  | ○              | ○              | ○           | ○           |                   |                     |
|            | C231           | スーパー!ドラマTV                               | ○              | ○              | ○           | ○           |                   |                     |
|            | C148           | アクションチャンネル HD                         | ○              | ○              |             |             |                   |                     |
|            | C232           | アクションチャンネル                            |                |                | ○           | ○           |                   |                     |
|            | C131           | Dlife HD                                        | ○              | ○              |             |             |                   |                     |
|            | C233           | Dlife(CS放送)                                   |                |                | ○           | ○           |                   |                     |
|            | C159           | 時代劇専門チャンネルHD                          | ○              | ○              |             |             |                   |                     |
|            | C234           | 時代劇専門チャンネル                            |                |                | ○           | ○           |                   |                     |
|            | C240           | カートゥーン ネットワーク                       | ○              | ○              | ○           | ○           |                   |                     |
|            | C149           | アニマックスHD                                  | ○              | ○              |             |             |                   |                     |
|            | C241           | アニマックス                                    |                |                | ○           | ○           |                   |                     |
|            | C242           | キッズステーション                              | ○              | ○              | ○           | ○           | ○                 | 別途有料            |
|            | C244           | アニメシアターX（AT-X）                         | ○              | ○              | ○           | ○           | ○                 | 別途有料            |
|            | C246           | ホームドラマチャンネル                          | ○              |                | ○           |             |                   |                     |
|            | C250           | CNNj                                            | ○              | ○              | ○           | ○           |                   |                     |
|            | C251           | 日経CNBC                                        | ○              | ○              | ○           | ○           |                   | 別途有料            |
|            | C252           | 日テレNEWS24                                    | ○              | ○              | ○           |             |                   |                     |
|            | C254           | TBS NEWS                                        | ○              | ○              | ○           | ○           |                   |                     |
|            | C255           | ヒストリーチャンネル                            | ○              | ○              | ○           | ○           |                   |                     |
|            | C258           | テレ朝チャンネル2 ニュース・情報・スポーツ      | ○              | ○              | ○           | ○           |                   |                     |
|            | C142           | ナショナルジオグラフィックHD                    | ○              | ○              |             |             |                   |                     |
|            | C259           | ナショナルジオグラフィックチャンネル            |                |                | ○           | ○           |                   |                     |
|            | C260           | 大人の音楽専門TV◆ミュージック・エア             | ○              | ○              | ○           | ○           |                   |                     |
|            | C262           | スペースシャワーTV                              | ○              | ○              | ○           | ○           |                   |                     |
|            | C263           | MTV                                             | ○              | ○              | ○           | ○           |                   |                     |
|            | C264           | 歌謡ポップスチャンネル                          | ○              | ○              | ○           | ○           |                   |                     |
|            | C270           | 囲碁・将棋チャンネル                            | ○              | ○              | ○           | ○           |                   |                     |
|            | C271           | ショップチャンネル                              | ○              | ○              | ○           | ○           | ○                 |                     |
|            | C272           | QVC                                             | ○              | ○              | ○           | ○           | ○                 |                     |
|            | C145           | 釣りビジョンHD                                  | ○              | ○              |             |             |                   |                     |
|            | C276           | 釣りビジョン                                    |                |                | ○           | ○           |                   |                     |
|            | C277           | 旅チャンネル                                    | ○              | ○              | ○           | ○           |                   |                     |
|            | C280           | MONDOTV                                         | ○              | ○              | ○           | ○           |                   |                     |
|            | C301           | KBS WORLD                                       | ○              | ○              | ○           | ○           | ○                 | 別途有料            |
|            | C302           | Mnet                                            | ○              | ○              | ○           | ○           | ○                 | 別途有料            |
|            | C305           | KNTV                                            | ○              | ○              | ○           | ○           | ○                 | 別途有料            |
|            | C310           | TAKARAZUKA SKY STAGE                            | ○              | ○              | ○           | ○           | ○                 | 別途有料            |

- CS放送は日本デジタル配信を使用している。
- TXN系列は加古川市・高砂市・稲美町・播磨町（それぞれ一部地域を除く）でUHFアンテナを岡山・香川方向に向けることでテレビせとうちが直接受信可能（但し放送区域外）だが、地域性を考慮しテレビ大阪の再放送になっている。
- 地上デジタル放送はパススルー方式のため、地上デジタル対応テレビまたはチューナーであれば視聴可能。
- デジアナ変換は2015年3月で終了した[5]。
- C239、C243、C278については2016年4月末で終了した。

### ラジオ局
| MHz  | 放送局                        |
| ---- | ----------------------------- |
| 77.1 | FM COCOLO                     |
| 78.8 | BAN-BANラジオ                 |
| 79.5 | HEALING（MUSIC BIRD）         |
| 80.2 | FM802                         |
| 81.0 | Kiss FM KOBE                  |
| 81.6 | SWING EASY （MUSIC BIRD）     |
| 82.2 | J-POP REFRAIN （MUSIC BIRD）  |
| 82.8 | J-HITS （MUSIC BIRD）         |
| 83.4 | ROCK （MUSIC BIRD）           |
| 85.1 | FM OH!                        |
| 85.9 | NHK神戸FM                     |
| 87.1 | 歌謡&演歌 （MUSIC BIRD）      |
| 87.7 | EASY LISTENING （MUSIC BIRD） |
| 88.3 | SOFT ROCK （MUSIC BIRD）      |
| 89.6 | KLASSE （MUSIC BIRD）         |

## BAN-BANチャンネル
T（D）111chで放送している自主制作チャンネル

## BAN-BANラジオ
BAN-BANラジオ（バンバンラジオ）は、兵庫県加古川市、高砂市、加古郡を放送エリアとするコミュニティFM局である。
番組は自社制作番組の他、ミュージックバード及びJ-WAVEの番組で編成。24時間放送であるが、月曜 25:00 - 29:00は放送を休止する。
開局前に兵庫県の県域FM局であるKiss-FM KOBEで開局を告知するCMが開局前後に放送された。
大規模災害に備えて近隣コミュニティFM局のエフエム三木・姫路シティFM21と防災協定を締結している。姫路シティFM21公式サイトには「東播磨地域にBAN-BANラジオが開局した事で、姫路市周辺や三木市など播磨地域の中心部が、コミュニティFM局でカバー可能になりました。そこで3局が災害時には、円滑に協力が出来るよう協力関係を結びます」との表明記事を掲載されている。
加古川市においては2002年頃に別の法人である「加古川FM放送」が、加古川市周辺をサービスエリアとするコミュニティーFMの開局を目指したが、準備不足により開局を断念し予備免許を返上している。それから4年経過してBAN-BANテレビを母体とした新局の開局に至った。

### 放送区域
BAN-BANテレビのエリアに相当する加古川市の90,346世帯（全世帯の96%）・高砂市の25,233世帯（全世帯の75%）・稲美町8,842世帯（全世帯の89%）・播磨町の11,934世帯（全世帯の100%）を放送区域とする。BAN-BANテレビでも再放送（78.8MHz）されており、また道路チャンネル（C017ch）ではBGM代わりに放送されているため、テレビからでも聞くことが出来る。
2010年10月1日にSimulRadioに参加。インターネットやスマートフォンを通じて放送を聴くことが出来るようになった。ただしJ-WAVE放送番組の場合についてSimulRadioではミュージックバードの108または109chに差し替えられ、リスラジでは放送休止となっていたが2025年現在はJ-WAVEの配信の時間帯も差し替えや配信休止をせずそのままSimulRadioとリスラジで配信している。

### 番組編成
月曜 - 木曜は自社制作番組を計8時間、金曜は計11時間、土曜日は午前に1時間45分（第4土曜は2時間45分）、日曜は午後の3時間について生放送を行っている。自主制作以外の時間帯はミュージックバードとJ-WAVEの2局を採用した混成編成で運用している。60年代 - 90年代のヒット邦楽を中心に放送し30歳以上のラジオで育ったリスナーに共感を呼ぶ。洋楽と演歌はほとんど流れず、県域AM・FMラジオ局の隙間を狙った選曲になっている。
2010年春から自社制作番組「HARIMA BEAT CROSSING」をFM-GENKI（姫路シティFM21）と2局ネットを開始。また2011年4月より自社制作番組「SHINGO'Sバンバン雑誌ショー」（2014年3月で終了）や「花*花Style」がミュージックバードを通じ、全国のコミュニティ放送局にネットされている。かつてはJ1「ヴィッセル神戸」ホームズスタジアムからの単独生中継、地域リーグ所属サッカークラブ「バンディオンセ加古川」の応援番組を駅前で公開放送を実施。また祝日は「じもラジホリディ」と題して毎回、番組企画と出演者を替え生放送。大中遺跡まつり特番や加古川ツーデーマーチ、たかさご万灯祭等、BAN-BANテレビと連動した番組も多数放送している。。
この局ではDJの事をバンソナリティ（パーソナリティとBANの造語）と呼んでいる。またラジオネームはバンネームと紹介される。
2012年4月1日には、開局5周年記念イベント「ラジオの未来」を加古川総合文化センターで開催。橘しんご&ターザン山下のトークバトルや花*花のおのまきこ&わきたかしの即席ユニット・ONO-WAKEYでLIVEも開かれ、約2000人のリスナー（会場発表）が足を運んだ。
高校野球選手権兵庫大会の市内の学校の出場試合をテレビ・ラジオで同時放送している。試合終了まで放送されるが、前述した様に通常のJ-WAVEの番組の時間に放送される場合はリスラジでは番組内容に関わらず休止されるため、ネットで聴取希望の場合はSimulRadio経由となる。

### バンプレマンスリー
BAN-BANラジオでは、毎月放送局イチオシのアーティスト楽曲を1組選び、その1曲をバンプレマンスリーと称してヘヴィー・ローテーションしている。 
放送された曲は次の通り。
2007年
- 4月 - チバリヨ（dokidoki）
- 5月 - 青いラブポップソング（TOZY）
- 6月 - 乙女座のアイロニー（GREEN GROUND Asia）
- 7月 - オオキナエガオ（SAFETY SHOES）
- 8月 - 君にアリガトウ（森本千鶴）
- 9月 - 夢のラクガキ（⑦丁目）
- 10月 - Dream Journey（ENGAGE）
- 11月 - 祈り（ミューア）
- 12月 - 宇宙（村井敏朗）

2008年
- 1月 - オレンジ色のラジオ（梅谷陽子）
- 2月 - 追憶のドア（LONELY↑D）
- 3月 - ハルニレ（コトリ木）
- 4月 - もう一度（そよかぜ）
- 5月 - ハロー（キッチン）
- 6月 - いつもふたりで（こじまいづみ）
- 7月 - ひたみち（Masaco）
- 8月 - ジャンプ（奥村彩加）
- 9月 - POSITIVE（遠藤響子）
- 10月 - 坂道をこえて（⑦丁目）
- 11月 - まっすぐいこう!（森本千鶴）
- 12月 - ハナウタ（dokidoki）

2009年
- 1月 - YES or NO?（ミューア）
- 2月 - モノクローム（3CoinS）
- 3月 - 春空－ハルソラ－（石野田奈津代）
- 4月 - 嘘つきと 秘密と（＠way）
- 5月 - ずっと待っていたコト（野沢知子）
- 6月 - I Believe 〜夢を叶える魔法の言葉〜（南明奈のスーパーマイルドセブン）
- 7月 - ありがとう（ゆうり）
- 8月 - わすれない〜約束〜（兵庫ケンイチ）
- 9月 - おだやかな花（⑦丁目）
- 10月 - うそつき（大石隼輔）
- 11月 - Mr.ジゴロ（里田まいwith合田家族）
- 12月 - らくがき（森本千鶴）

2010年
- 1月 - 涙を空にあずけて（ミューア）
- 2月 - 足跡（Brownsugar）
- 3月 - プロミス（アオトキブカ）
- 4月 - 旅にでるとき（キッチン）
- 5月 - Distance（林隆介&黒田浩平）
- 6月 - sister（cyga-st-lay）
- 7月 - 涙のリグレット（SCANDAL）
- 8月 - Fight!!（ミューア）
- 9月 - 信じる気持ち（レギュラー）
- 10月 - 坂の道（宮脇健）
- 11月 - KURUKURU（そえんじ）
- 12月 - 今日はメリークリスマス（げてものがかり）

2011年
- 1月 - 少し楽になりましたか（波田原西）
- 2月 - ボク☆ロケット（ダイスケ）
- 3月 - 青いブランコ（⑦丁目）
- 4月 - 神さまからの宿題（土岐宏大）
- 5月 - BAN!BAN!BAN!（げてものがかり）
- 6月 - GOJYA GO-JYA（加古川Wellness）
- 7月 - 黄色い魔法（ぢゃすたら）
- 8月 - 伸びたTシャツの僕（そえんじ）
- 9月 - Skyward（上野まな）
- 10月 - 3090〜愛のうた〜（LGMonkees）
- 11月 - 偏差値低い高校に行っているみんなへ（MUSH）
- 12月 - 播左衛門のうた（播左衛門）

2012年
- 1月 - まっすぐいこう!（森本千鶴）＊リニューアルバージョン
- 2月 - ミラクルスマイル（スマイルレンジャー）
- 3月 - りある（げてものがかり）
- 4月 - パズル（ミューア）
- 5月 - Puppet（＠way）
- 6月 - ぼっくりんソング（ヤギリンゴ）
- 7月 - bloom（NO LIMITS）
- 8月 - 太陽の笑顔（マイトリー）
- 9月 - What Makes You Beautiful（ONE DIRECTION）
- 10月 - 花咲く金曜日のキミへ（佐々木優太）
- 11月 - ハローグッバイ（コシタナツミ）
- 12月 - トナカイ慕情（露の紫とオトメショー）

2013年
- 1月 - 信じる気持ち（TOZY）
- 2月 - Deeper Deeper（ONE OK ROCK）
- 3月 - しあわせの靴（ミューア）
- 4月 - 風に消えても（HENRY）
- 5月 - Crying（スターダストレビュー）
- 6月 - Make a wish（こじまいづみ）
- 7月 - リビングワールド（マイトリー）
- 8月 - Excuse!（初田悦子）
- 9月 - BOKKU-RINGA!
- 10月 - ハッピーバースディ（コトリ木）
- 11月 - DAN DAN（ミューア）
- 12月 - トナカイ慕情（播 州一とヌートリオ）

2014年
- 1月 - ヒーロー（花*花）
- 2月 - Towards your dream ～君だけのステージ～（ボックス）
- 3月 -  少年（森田さやか）
- 4月 - Colorful（槌谷知佳）
- 5月 - メカぼっくりんだ!!ギギッギー!!（播州一＆東京!小鳥!キッス!）
- 6月 - パレード（call....it sings）
- 7月 - Hello. Good-bye. Hello.（⑦丁目）
- 8月 - 福島へ行こう！（そえんじ）
- 9月 - 良朱（佐々木優太）
- 10月 - あなたとともに咲かせましょう（Masaco）
- 11月 - あなたとつながりたくて（関ガール）
- 12月 - It's mY Dream（岩本美咲）

2015年
- 1月 - 今日も風が吹く（にこいち）
- 2月 - 赤い月（ミューア）
- 3月 - oneDay（call....it sings）
- 4月 - 明日への一歩（cyan）
- 5月 - ありがとう（村井敏朗）
- 6月 - 君が好き（ピーマン）
- 7月 - Dream Rainbow（KRD8）
- 8月 - 僕の大事な人（花*花）
- 9月 - CharmingCharming（YENA☆）
- 10月 - スタイル（call....it sings）
- 11月 - RING!DONG!（BabyKingdom）
- 12月 - 星空の彼方へ（上野まな）

2016年
- 1月 - 無精髭の男（村井敏朗）
- 2月 - Never Ending Story（KRD8）
- 3月 - 播州ストラット（播州ボンバー）
- 4月 - 妄想少年（Fly Ants）
- 5月 - むこう岸（Masaco）
- 6月 - RUN（Rinana）
- 7月 - あなたの事考えてばかり（荒深菜摘）
- 8月 - 夢の続き（にこいち）
- 9月 - ハイカラ（BabyKingdom）
- 10月 - 雨傘（the caves）
- 11月 - 君と僕の唄（KRD8）
- 12月 - サンタ（call....it sings）

2017年
- 1月 - 平成の勇者（shellfish）
- 2月 - 納豆夫婦（ヤギリンゴ）
- 3月 - ラジオはいつも（オノワッキー）
- 4月 - ホットライン（カニコーセン）
- 5月 - まだ愛してる（花*花）
- 6月 - ミステリアスパレード（BabyKingdom）
- 7月 - たいむましん（⑦丁目）
- 8月 - 播州弁ラジオ体操の歌（青い鳥児童合唱団）
- 9月 - 絶対Dream（松中啓憲）
- 10月 - Fly High（YENA☆）
- 11月 - 時を越えて（そえんじ）
- 12月 - カーテンコール（にこいち）

2018年
- 1月 - It flows into you（ノヨリダ）
- 2月 - 福風（佐々木優太）
- 3月 - さくらの麓（alcott）
- 4月 - ケツにファイヤー（東京!小鳥!キッス!）
- 5月 - チョコレートキャンディパンチ（BabyKingdom）
- 6月 - 冷たい雨（岸本絵梨香）
- 7月 - 青空（cyan）
- 8月 - 二人の部屋（にこいち）
- 9月 - egoe（Uken）
- 10月 - 播州男児（岸翔大）
- 11月 - 時計仕掛けのブルレスカ（YENA☆）
- 12月 - 疼木（花*花）

2019年
- 1月 - キミとボクの家（山石隊長）
- 2月 - 最後のピース（HARUKA）
- 3月 - 走れ泣き虫（call....it sings）
- 4月 - Daybreak（KRD8）
- 5月 - ぽっぷこーん（松井優樹）
- 6月 - 額縁（花＊花）
- 7月 - 矛盾（荒深菜摘）
- 8月 - SHADIXA（TEXTURE of INSIDE）
- 9月 - 青春のサカリージョ（青春のサカリージョ）
- 10月 - フィッシュストーリー（にこいち）
- 11月 - Vague.feat ShoAsano（ささきちか）
- 12月 - くすりゆび（葉山久瑠実）

2020年
- 1月 - GLORY DAYS（日々かりめろ）
- 2月 - 雨の宝殿駅（ノンちゃんと七福人）
- 3月 - FATE（TEXTURE of INSIDE）
- 4月 - 絶勝歌（ステテコ隊）
- 5月 - 忍☆すぱいちゅ（BabyKingdom）
- 6月 - 乾杯のうた（花＊花）
- 7月 - 雨の踊りて（sowhei）
- 8月 - かつめしなんだよ。（JUNNA NEW!）
- 9月 - 愛旅（cyan）
- 10月 - Drin'girl（露の紫 feat.林家つる子）
- 11月 - 花ぐるま（alcott）
- 12月 - 星のカケラ（JAM＆COOL）

2021年
- 1月 - サロースワロー（Portoneon）
- 2月 - さんぶんのに（にこいち）
- 3月 - Spring road（Tatsuya）
- 4月 - Baton（オカダユータ）
- 5月 - ありがとうあなたに（Masaco）
- 6月 - 茜空テールランプ（花＊花）
- 7月 - 虹の道には花が咲く（そえんじ）
- 8月 - はじめまして（sowhei）
- 9月 - Easy（TAIKING）
- 10月 - 橙（松尾太陽）
- 11月 - You make my feeling foggy（シトナユイ）
- 12月 - KAKUREGA（LINO LEIA）

2022年
- 1月 - スマイル（ホフディラン）
- 2月 - あたいのジーンズ（奇妙礼太郎）
- 3月 - ふざけてないぜ（ネクライトーキー）
- 4月 - 魔法のことば（RISTONE）
- 5月 - Highlight:mate（神澤柚子）
- 6月 - つながる（cyan）
- 7月 - ふりやまず（かえで）
- 8月 - 街（SOPHIA）
- 9月 - 君のみかたさ（高橋秀幸）
- 10月 - 生きる（T＆T）
- 11月 - 旅の終わり（花＊花）
- 12月 - バースデー（ミューア）

2023年
- 1月 - ダクラメント (Baby Kingdom）
- 2月 - ひばり（alcott）
- 3月 - dirty ball（signal mode）
- 4月 - MAHALO（晴香うらら）
- 5月 - やさしい言葉の中にも（そえんじ）
- 6月 - EVER GREEN （LINO LEIA）
- 7月 - 魚町通り （U-Ken）
- 8月 ｰ 海辺の街 （月とあだ花）
- 9月 - ハイライトの中で僕らずっと（SCANDAL）
- 10月 - 最後の言い訳（T&T）
- 11月 - Looking for（オカダユータ）

### 自社制作番組
再放送は一部コーナー（交通情報など）を差し替え。

#### 平日
月 - 木曜日
- 7:00 - 9:57
  - あさスパ!（月ー木）[注釈 4]
    - メインパーソナリティー:スパイシー八木（月 - 木）
    - 曜日別パーソナリティー:藁科佳世（月）、平田　葵（火）、大谷奈々（水）、中谷麻意（木）
    - 8:00/9:25 神戸新聞NEWS
    - 8:10 バンバンガイド拾い読み
- 12:00 - 13:55[注釈 5]（再放送：20:00 - 21:55）
  - ウキウキバンビーナ
    - パーソナリティー:藁科佳世（月）、平田 葵（火）、大谷奈々（水）、中谷麻意（木）
    - 12:15 めんしょり沖永良部！（木）
    - 12:40 ななころび漢方（水曜　第1・3週）
    - 馬のラッキーセブン（水曜　第2・4週）
    - 13:30 神戸新聞NEWS
- 16:00 - 18:57（再放送:22:00 - 24:57）
  - じもラジ
    - パーソナリティー：旭堂南歩（月）、KENT（火）、水木ゆうな（水）、LINO LEIA（木）
    - 17:00/18:30 神戸新聞NEWS
    - 17:35 接遇11ヶ条ラジオ（月曜 第1・3週）
    - 17:35 お金の相談室（火曜　第1・3週）
    - 17:35 うちのグッチョイ!（火曜 第4週）
    - 17:35 兵庫大学 キャンパスライン（水曜　第2・4週）

月曜日
- 19:00 - 19:30 （再放送：日曜 11:00 - 11:30）
  - 花*花Style[注釈 6] [7] [8]
    - パーソナリティ：おのまきこ（花*花）

木曜日
- 19:00 - 19:30（再放送：土曜 9:00 - 9:30）
  - 谷五郎はりまーるラジオ パーソナリティ：谷五郎、岡部のどか（エフエムみっきぃと共同制作） - FMみっきぃでも放送。

金曜日
- 7:00 - 10:00
  - アサプリ!FRIDAY[注釈 4]
    - パーソナリティー:KENT、小笠原皆香
    - 9:20 新鮮！朝トレ情報
    - 9:30 神戸新聞NEWS

- 11:00 - 11:15
  - （第1週）11:00 - 11:15  ON THE GREEN OFF THE GREEN、11:15 - 11:30 外事部ラジオ（提供/外事部）、11:30 - 11:55 最新J-POP
  - （第2週）crisp！（高瀬恵里香）
  - （第3週）crisp！（Haru）
  - （第4週）そえんじの史上最大の作戦（そえんじ、まちのとこやカットスペース M.T）
  - （第5週）最新J-POP
- 12:00 - 13:00
  - ミューア‘s Voice （再放送：金曜 21:00 - 22:00）
    - パーソナリティ:ミューア
- 16:00 - 18:30（再放送：金曜 22:00 - 0:00）
  - F live（フライブ）
- 18:00 - 19:00 （再放送：土曜 20:00 - 21:00）
  -     - パーソナリティ:普久原実咲

  - Variety TIME
    - 第1週
      - 18:00 - 18:15 ON THE GREEN OFF THE GREEN（再放送）
      - 18:15 - 18:30 外事部ラジオ（再放送）
      - 18:30 - 19:00 最新J-POP

    - 第2週
      - 18:00 - 18:55 最新J-POP

    - 第3週
      - 18:00 - 18:30 Risa&TamoのLaughterNight（中村利沙・TAMO（Youtuber）
      - 18:30 - 18:45 ママ夢ラジオ加古川
      - 18:45 - 18:55 TOMO-Gのふわふわ時間

    - 第4週
      - 18:00 - 18:55 そえんじの史上最大の作戦（再放送）

    - 第5週
    - 18:00 - 18:55 最新J-POP
- 19:00 - 20:45（再放送:土曜17:00 - 18:45）
  - HARIMA BEAT CROSSING（FM GENKIとの2局ネット）
    - パーソナリティー：ターザン山下

土曜日
- 11:45 - 12:00 ラジネットひょうご（再放送：日曜 11:30 - 11:45）
- 10:00 - 11:00（再放送：土曜 22:00 - 0:00）
  - Fine Day!
    - パーソナリティ:谷山香
- 16:00 - 17:00 （再放送：日曜 0:00 - 1:00）
  - ZIMOENTA（ジモエンタ）
    - 第1週
      - 16:00 - 16:30 お茶の間ラジオ
      - パーソナリティ:荒内和子、北原真紀
      - 16:30 - 17:00 尾坂局長とたーなー先生の夢カナRADIO～夢の途～（ミュージックバード制作）

    - 第2週
      - 16:00 - 16:30 カラフルボックス
      - 16:30 - 17:00 防災ショットBer
      - パーソナリティ:加古川グリーンシティ防災会

    - 第3週
      - 16:00 - 16:30 お茶の間ラジオ
      - 16:30 - 17:00 尾坂局長とたーなー先生の夢カナRADIO～夢の途～（ミュージックバード制作）

    - 第4週
      - 16:00 - 16:30 カラフルボックス
      - 16:30 - 17:00 B'z研究所

- 19:00 - 19:30 （再放送：日曜 23:00 - 23:30）
  - ZIMONIGHT
- 音楽をあなたに（再放送：第1・3週日曜 23:00 - 23:30）
  -     - パーソナリティー：藤原愛
- 19:00 - 19:30 （再放送：第2・4週日曜 23:00 - 23:30）
  - ムッシュ・秀星・玲子のクレイジーパラダイス!!

- 19:30 - 19:50 （再放送：日曜 23:30 - 23:50）
  - ご当地ソング社
    - パーソナリティー：播州一

- 19:50 - 20:00 （再放送：第4週日曜 23:50 - 24:00 ※日曜深夜）
  - スムースの発掘!スターのたまご
    - パーソナリティー：播州一

日曜日
- 10:45 - 11:00
  - 放課後倶楽部WEST（提供：放課後倶楽部）

#### 特別番組
- 大人のこどもの日スペシャル - エフエムみっきぃとの共同制作で、2010年から毎年5月5日（こどもの日）に5時間生放送（2018年は5月6日に放送）している、70年代80年代のアニメソングのリクエスト番組。1年ごとにエフエムみっきぃとBAN-BANラジオのスタジオを交互に使用する。パーソナリティはスパイシー八木、神楽疾風、大前美穂子、岩崎和夫（ゲストパーソナリティ、ラジオ関西『青春ラジメニア』パーソナリティ）

### 他局からのネット番組
- 月曜 19:30 - 20:00（再放送：日曜 17:00 - 17:30）※ 制作：FM JAGA
  - SPACE SHOWER RADIO

- 水曜19:00 - 19:30 （再放送：土曜 9:30 - 10:00）※ 制作：FM伊東なぎさステーション
  - 旅するK-POP

- 水曜 19:30 - 20:00
  - スターダスト・レビューの星になるまで（制作：調布FM）

- 木曜 19:30 - 20:00
  - 堀江淳のファインミュージックアワー

- 金曜 10:00 - 21:00（※ 制作：さくらFM）
  - DJ Nobby's Tokyo LIVE

### 終了した番組
- あさきん!（金曜 7:00 - 9:55、放送期間 2007年4月 - 9月）
- どスタ★869（土曜 9:00 - 11:55、同上）
- にちスタ★869（日曜 9:00（10月からは10:00） - 11:55、放送期間 2007年4月 - 2008年3月）
- 夕暮れドッキン!（金曜 14:00 - 18:57、放送期間 2007年4月6日 - 2008年4月4日）
- 金曜ドッキン!（金曜 11:00 - 14:57（2009年4月3日まで）→10:30 - 13:27（2009年4月10日から）、放送期間 2008年4月11日 - 2010年4月2日）
- TOWNBEAT（土曜 16:00 - 17:57（2008年4月5日まで）→金曜 20:00 - 21:55（2009年4月3日まで）、金曜 19:30 - 20:55（2009年4月10日から）、放送期間 2007年10月6日 - 2010年4月2日）
- STEP UP FRIDAY（2010年4月 - 2010年9月）
- STEP UP WEEKEND（2010年10月 - 2011年3月）
- 週刊!むらさきん（2009年4月 - 2012年3月）
- 歌のスケッチ（2010年4月 - 2012年3月）
- ひるサタ!（2008年4月 - 2012年3月）
- サウンドBB（2010年4月 - 2012年3月）→2012年4月 - HAPPY ROCK JAM 、じもラジ（火）のコーナー枠に移行。
- K-POP★M's（2011年4月 - 2013年3月）
- SHINGO'sバンバン雑誌ショー（2009年10月 - 2014年3月）
- ジョージーズショウタイム
- YAMAISHI CROSS TALK（ - 2015年12月）
- FRI-BAN
- ステテコ隊がいく!（ - 2016年12月）
- HAPPY ROCK JAM（2007年12月～2017年3月）
- あらじおのカントリーロード
- ごっちゃんです。
- ウキバンフライデー（2019年4月-2021年3月）
- 金曜ぱぁお～ん→ぱぁお～ん
- MTV Flashback Int'l（「Variety TIME」内）
- 匠工芸のものラジ（「Variety TIME」内）
- ご当地ソング社番組宣伝（「Variety TIME」内）出演：わきたかし、石川麻優
- 23:45 - 23:55（第4週のみ）
- 発掘!スターのたまご
- かこよみ春夏秋冬
- Fine Day
- ZIMOENTA
- 鉄分100%
- 防災DIR（Disaster Imagination Radio）
- まゆげのお気楽クラシック
- ちょろちゃんのちょっとJAZZ TIME
- ピンポイントマニアックアワー
- BAN!BAN!BirthDay BANK

### 休止中の番組
- バンディBANDY RADIO!
  - パーソナリティー：平野智一、川染優衣

### かつて出演していたパーソナリティー
- くぼたみほ - あさスパ、ウキウキバンビーナ（ともに火曜日担当、2007年4月 - 9月）
- SAM - ゆうがたじもとラジオ（火曜日担当、2007年4月 - 9月）
- 前田勝久 - あさきん!（2007年4月 - 9月）
- 桂ひろば - どスタ★869（2007年4月 - 9月）
- 京野伸悟 - ゆうがたじもとラジオ（最終木曜日担当、2007年4月 - 9月）
- 林麻代 - ウキウキバンビーナ（水曜日担当、2007年4月 - 2008年3月）
- 鴨聡子 - あさきん!（2007年4月 - 9月）、あさスパ（金曜日担当、2007年10月 - 2008年3月）
- もと吉 - ひるサタ（2008年4月 - 2009年3月）
- 表恵美子 - あさスパ、ウキウキバンビーナ（ともに月曜日担当、2007年4月 - 2009年9月）
- 代走みつくに - じもラジ木曜日（2007年10月 - 2010年3月）
- 桂やすこ - じもラジ木曜日（2007年10月 - 2010年3月）
- 堤裕子 - 夕暮れドッキン!、金曜ドッキン!（2007年4月 - 2010年3月）
- 大西あゆみ - あさスパ、ウキウキバンビーナ（ともに火曜日担当、2007年10月 - 2010年6月）
- 清水理恵子 - STEP UP FRIDAY（2010年4月 - 2010年9月）STEP UP WEEKEND（2010年10月 - 2011年3月）
- 横山ともや - 生ラテぶらんちょ!（2011年4月 - 2012年3月）
- ミヤ蝶美 - 生ラテぶらんちょ!（2011年4月 - 2012年3月）
- 春川うらら（2011年11月より晴香うらら） - ラジオ加古川エキスプレス（2008年4月 - 2010年3月）、歌のスケッチ（2010年4月 - 2012年3月）
- 林哲也 - TOWN-BEAT、じもラジ（火曜日→木曜日担当）（2007年10月 - 2012年3月）
- 中谷麻意 - あさスパ、ウキウキバンビーナ（水曜日担当、2007年4月（バンビーナは2008年4月） - 2012年6月）
- 福士幹朗 - ひるサタ!（2008年5月 - 2012年3月）、じもラジ（木曜日担当、2012年4月 - 2013年3月）
- 梶原良太（RYOTA） - じもラジ（月曜日→水曜日担当、2008年4月 - 2011年3月）、K-POP★M's（2011年4月 - 2013年3月）
- 中西則善 - ゆうがたじもとラジオ（木曜日→火曜日担当、2007年4月 - 2010年3月、2011年4月 - 2014年9月）
- 青木宏子 - あさスパ（金曜日担当 - 2015年12月）
- 青山亜紀子 - あさスパ、ウキウキバンビーナ（木曜日担当 - 2016年3月）
- 北川恵 - あさスパ、ウキウキバンビーナ（金曜日➝月曜日担当 - 2016年7月）
- 堀あやみ - あさスパ、ウキウキバンビーナ（金曜日➝月曜日担当 2016年1月 - 2017年9月）